# Eclissi solare del 22 gennaio 1898
L'eclissi solare del 22 gennaio 1898 è un evento astronomico che ha avuto luogo il suddetto giorno attorno alle ore 7.19 UTC. L'eclissi, di tipo totale, è stata visibile in alcune parti dell'Africa e dell'Asia (India).
La durata della fase massima dell'eclissi è stata di 2 minuti e 21 secondi e l'ombra lunare sulla superficie terrestre raggiunse una larghezza di 96 km.
L'eclissi del 22 gennaio 1898 divenne la prima eclissi solare nel 1898 e la 235ª nel XIX secolo . La precedente eclissi solare avvenne il 29 luglio 1897, la seguente il 18 luglio 1898.

## Osservazioni
La British Astronomical Association approntò una spedizione per studiare l'evento.

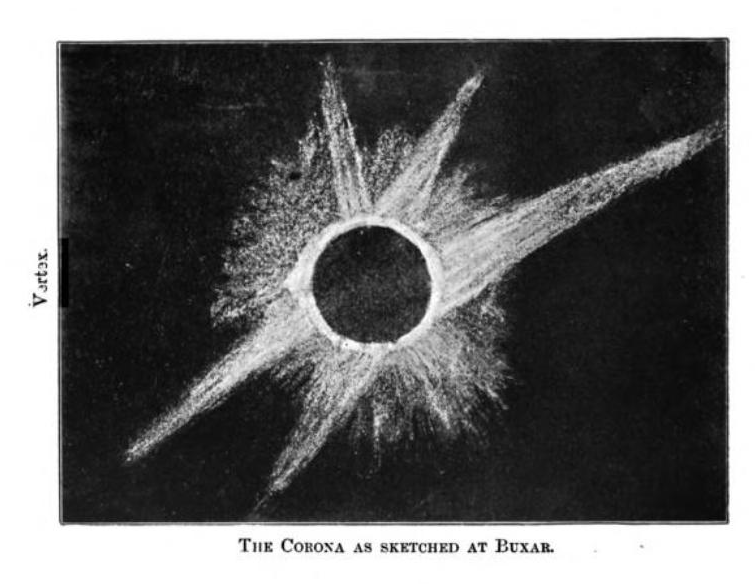
Eclissi solare del 22 gennaio 1898; immagine dalla spedizione britannica

## Eclissi correlate

### Ciclo di Saros 139
L'evento fa parte della serie di Saros 139, che si ripete ogni 18 anni, 11 giorni, 8 ore, comprendente 71 eventi. La serie è iniziata con l'eclissi solare parziale il 17 maggio 1501. Contiene eclissi ibride dall'11 agosto 1627 al 9 dicembre 1825 ed eclissi totali dal 21 dicembre 1843 al 26 marzo 2601. La serie termina al membro 71 con un'eclissi parziale il 3 luglio 2763. Tutte le eclissi di questa serie si verificano nel nodo ascendente della Luna.